# Krammer
Pour l’article ayant un titre homophone, voir Kramer.
Le Krammer est un ancien bras du Delta de la Meuse et du Rhin aux Pays-Bas

## Géographie et histoire
Le Krammer se situe entre les îles de Goeree-Overflakkee et de Sint Philipsland, il est traversé par le barrage Philipsdam.
Avant 1967, le Krammer était une portion de rivière sujette à marée. Le Plan Delta a modifié la situation, la plus grande partie du bras forme la partie ouest du Volkerak, lac d'eau douce. Le Krammer se prolonge à l'ouest par le Grevelingen, lac d'eau de mer, dont il est séparé par le Grevelingendam. Une petite partie située au sud du Philipsdam, est restée en eau de mer.